# Български корабен регистър
„Български корабен регистър“ АД, съкратено БКР, е националната класификационна организация на Република България.
Министерството на транспорта на България открива процедура за приватизация на „Български корабен регистър“ ЕАД, Варна през 2001 г.. Понастоящем акционерното дружество е в корпоративната група на „Индустриален холдинг България“ АД.
Организацията осъществява технически надзор и класификация на граждански плавателни съдове. Основан е през 1950 година. Централата на организацията се намира във Варна, има инспектиращи офиси и в Бургас и Русе.
БКР се придържа към система за качество в съответствие със стандарта ISO 9001. Организацията е разработила свои собствени технически изисквания (правила), в съответствие с международните конвенции, за извършване на своите класификационни услуги.
През септември 2005 година БКР е официално одобрен като класификационна организация от Бреговата охрана на Съединените американски щати в съответствие с 2004 Coast Guard and Maritime Transportation Act, Section 413, 46 U.S.C. 3316(c).